# Kamenná věž (hrad)
Hrad Kamenná věž stával na místě pravěkého hradiště na ostrožně nad soutokem Malše a Velešínského potoka. Dnes je toto místo na ostrohu nad hladinou vodní nádrže Římov.

## Historie
Vlastní dějiny hradu jsou dodnes zahaleny záhadou. Nedochovaly se totiž žádné přímé ani nepřímé písemné zmínky, jeho existenci potvrdil až archeologický průzkum vedený v roce 1976 Antonínem Hejnou. Ten jej zasadil do 13. století a ve stejné době zřejmě vznikly i dodnes patrné valy s příkopy. Dlouhou dobu se soudilo, že zde stával pouze hrad.
Teprve povrchový průzkum Jiřího Valenty z Velešína v letech 1995–1996 prokázal existenci hradiště z mladší fáze starší doby bronzové, které hradu předcházelo. V letech 2010 a 2013 byly v okolí Věže objeveny další kamenné a kovové předměty související s osídlením ze starší doby bronzové.
V roce 2008 se Kamenná věž stala jedním z témat informačních tabulí turistické stezky Velešínsko. Přístup na místo je i přes jeho pozici v ochranném pásmu I. stupně vodního zdroje povolený.

## Galerie

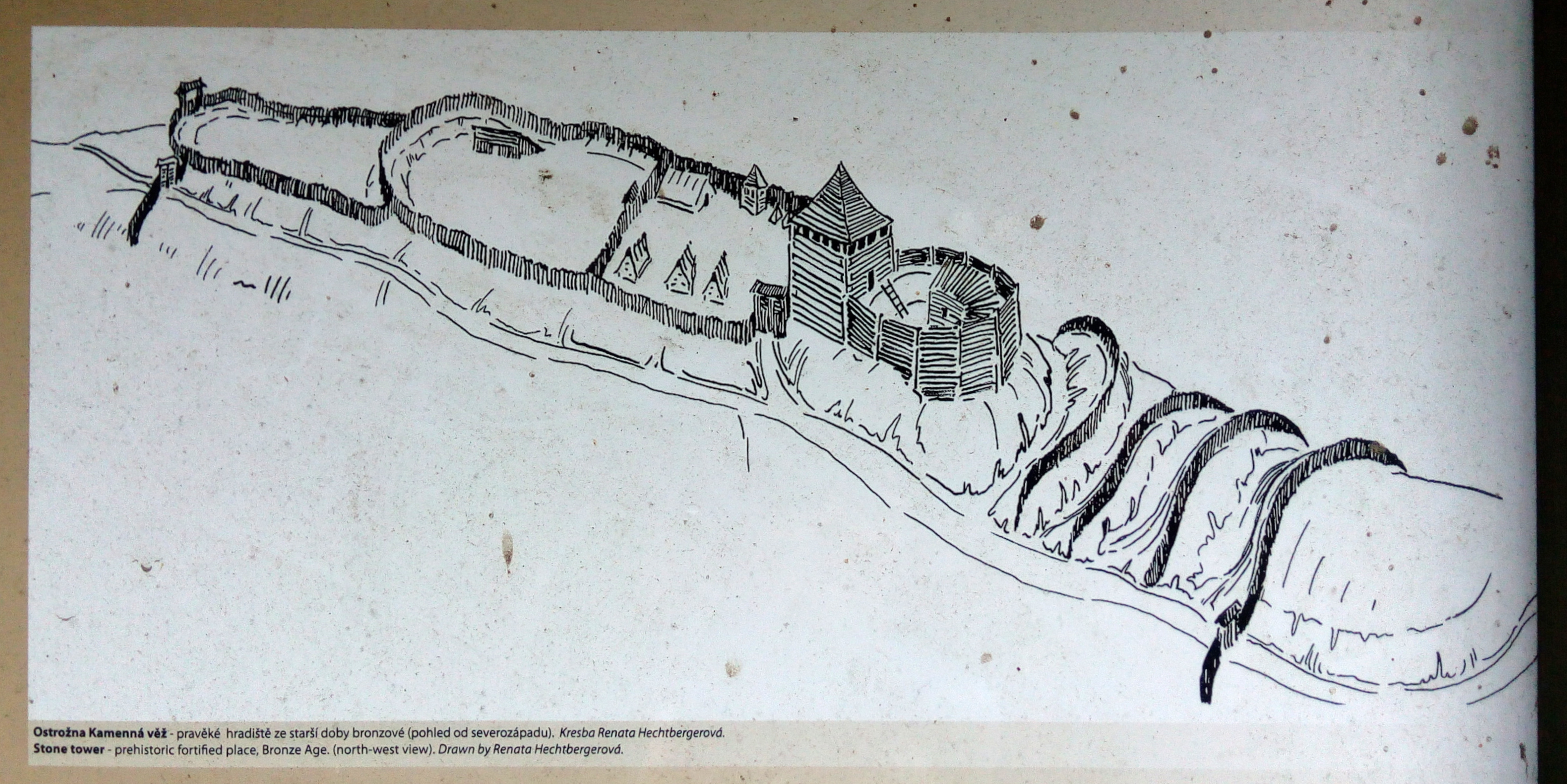
Nákres původního vzhledu
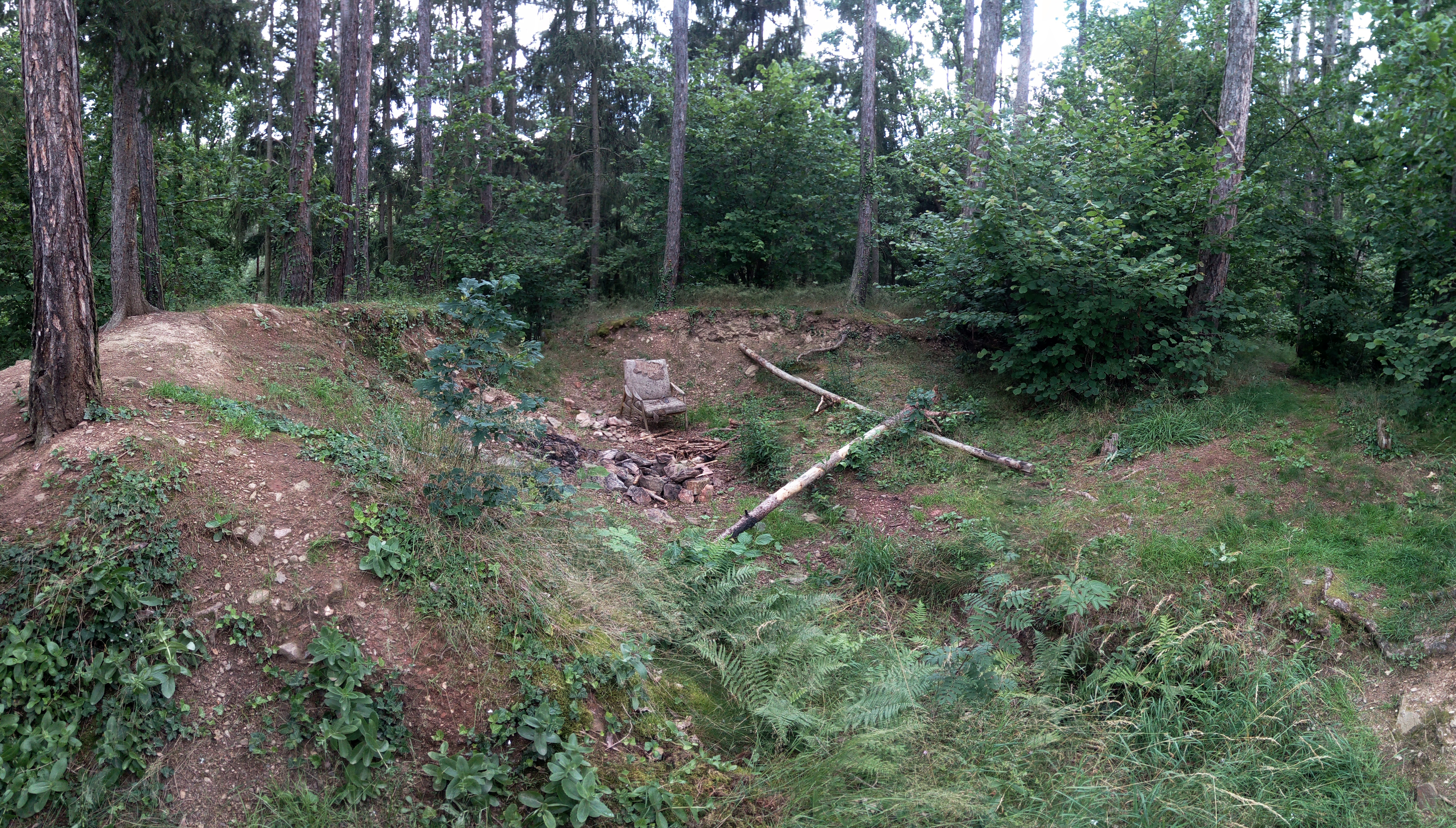
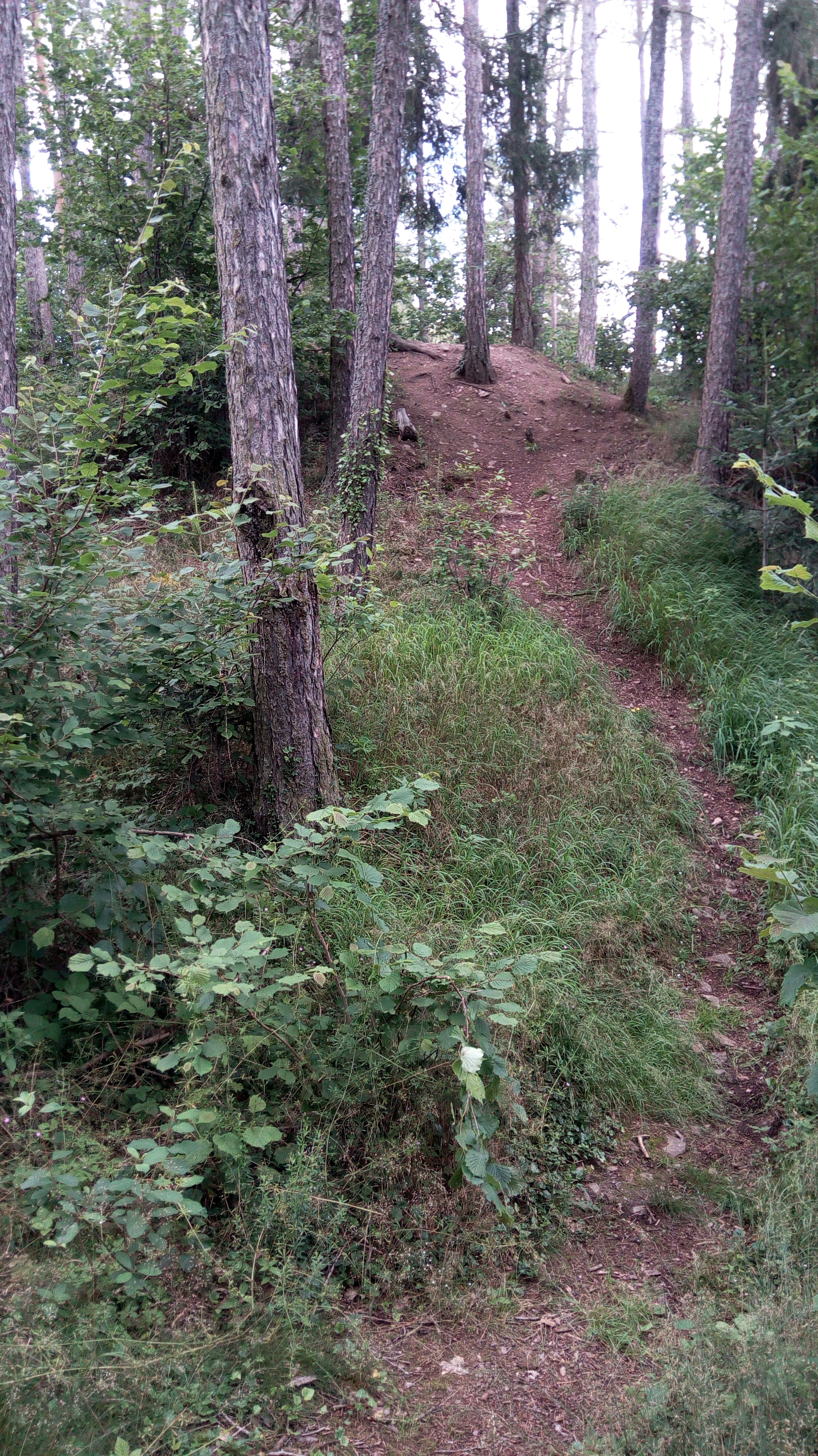
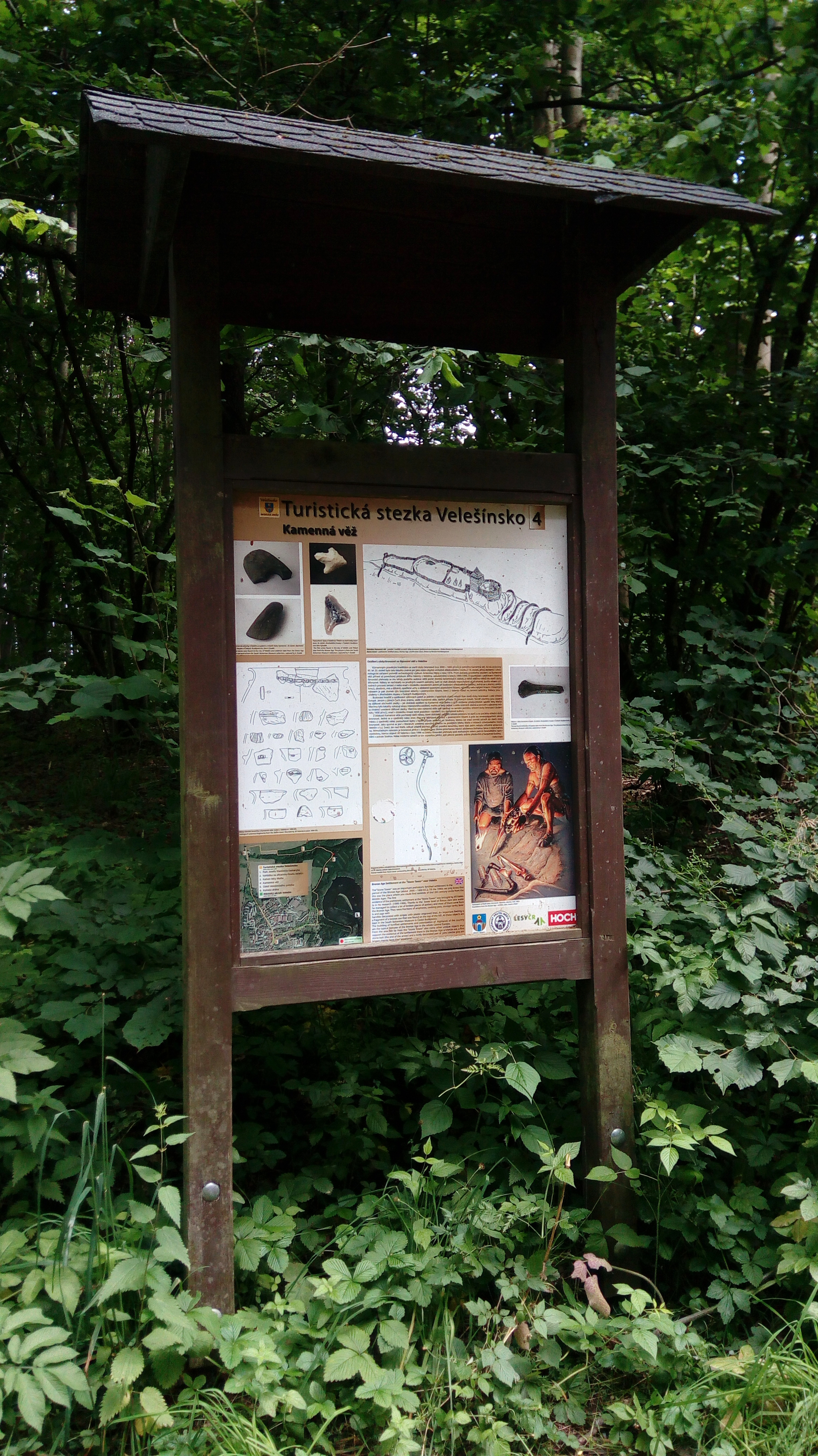
Informační tabule naučné stezky